# Форначе (Лука)
Форначе (итал. Fornace) је насеље у Италији у округу Лука, региону Тоскана.
Према процени из 2011. у насељу је живело 126 становника. Насеље се налази на надморској висини од 74 м.